# Jean-Pierre Gibrat
Pour les articles homonymes, voir Gibrat.
Jean-Pierre Gibrat, né le 14 avril 1954 à Paris, est un dessinateur et scénariste de bande dessinée français.

## Biographie
Enfance banlieusarde sans histoires, élevé dans une ambiance cégétiste, brillant en histoire, il obtient son bac de philosophie en 1972, étudie le graphisme publicitaire de 1973 à 1974, l'art plastique de 1975 à 1977 et s'oriente finalement vers la bande dessinée. Fin 1977, il publie ses premiers récits complets dans Pilote.
En compagnie de Jackie Berroyer, il entreprend Goudard en 1978, une série qu'il poursuit la même année dans Charlie Mensuel, puis dans Fluide glacial en 1980. Parallèlement, certains de ses dessins sont publiés dans la presse : L'Événement du jeudi, Le Nouvel Obs, Sciences et Avenir et il collabore également à Okapi et Je bouquine. Entre 1981 et 1984, il réalise également cinq couvertures pour le magazine L'ordinateur de poche (numéros 2, 5, 9, 14 et 23).
Fin 1982, il dessine La Parisienne dans Pilote, toujours sur un scénario de Berroyer. D'un commun accord, les deux hommes décident de faire se rejoindre les destinées respectives de Goudard et de la Parisienne dès l'album suivant. Gibrat est un dessinateur sensible et son association avec Berroyer donne une dimension psychologique très fine aux différents récits qu'ils produisent.
En 1985, sur les textes de Saval, Gibrat dessine, dans Télé Poche, L'Empire sous la mer, une aventure mettant en scène Zaza, la chienne de Dany Saval et de son mari Michel Drucker. En octobre 1997 paraît Le Sursis, suivi du tome 2 en septembre 1999 et enfin, toujours en solo, Le Vol du corbeau en 2002, le tout chez Dupuis. Gibrat écrit aussi la série Mattéo, dont le héros est un révolutionnaire socialiste confronté aux événements majeurs de la première moitié du XXe siècle : Première Guerre mondiale, Révolution bolchevique de 1917, arrivée au pouvoir du Front populaire, Guerre civile espagnole en 1936, débâcle française de 1940.
D'après Patrick Gaumer, spécialiste de la bande dessinée, « Jean-Pierre Gibrat figure parmi les auteurs réalistes contemporains les plus importants de la bande dessinée française. Coloriste hors pair, il s'impose également comme un grand scénariste ».

## Albums réalisés
- Avec Jackie Berroyer, Rodolphe, Simonet et Vulbeau
  - Visions futées en 1980
- Avec Jackie Berroyer[2] :
  - Dossier Goudard en 1978
  - C'est bien du Goudard en 1981
  - La Parisienne en 1983
  - Goudard et la parisienne en 1985
  - Goudard a de la chance en 1987
  - Les Années Goudard (intégrale), Paris Dargaud, coll. Long Courrier, 2006, 256 p.
- Avec Dany Saval
  - Les Aventures de Zaza en 1985
- Mission en Afrique en 1988, avec Guy Vidal ;
- Mission en Thaïlande en 1991 ;
- Mission au Guatémala en 1994 avec Dominique Leguillier ;
- Narcisse Mullot en 1994 avec Jean-Claude Forest ;
- Pinocchia en 1995 avec Francis Leroi ;
- Marée basse en 1996 (version Française) avec Daniel Pecqueur, en 1998 (version italienne) ;
- Le Sursis, collection Aire libre, Dupuis : 
  - Tome 1, 1997
  - Tome 2, 1999
- Le Vol du corbeau, collection Aire libre, Dupuis : 
  - Tome 1, 2002
  - Tome 2, 2005
- Les Gens Honnêtes, dessin de Christian Durieux, collection Aire libre, Dupuis : 
  - Première partie, 2008
  - Deuxième partie, 2010
  - Troisième partie, 2014
  - Quatrième partie, 2016

- Mattéo, Futuropolis :
  - Première époque (1914-1915), 2008 - Sélection officielle du Festival d'Angoulême 2009
  - Deuxième époque (1917-1918), 2010
  - Troisième époque (août 1936), 2013
  - Quatrième époque (août-septembre 1936), 2017
  - Cinquième époque (septembre 1936 - janvier 1939), 2019
  - Sixième époque (2 septembre 1939 - 3 juin 1940), 2022

- Jeanne et Cécile, recueil de dessins dédié aux héroïnes du Sursis et du Vol du corbeau, éditions Dupuis / Champaka, 2011

- L'hiver en été, avec  Rebecca Manzoni, éditions Daniel Maghen, 2019

### Illustrations
- La Mare au diable de George Sand. Éditions Dargaud, Collection « Lecture et Loisir » no 33, 1983

## Prix et récompenses

### Distinctions
- 1979 : Prix du meilleur espoir du festival d'Angoulême pour Dossier Goudard (avec Jackie Berroyer).
- 1998 : Prix des libraires de bande dessinée pour Le Sursis.
- 2003 : Sanglier d'argent du meilleur dessinateur des prix Albert-Uderzo.
- 2004 : Grand prix du festival de BD de Saint-Malo[3].
- 2006 : Prix du dessin du festival d'Angoulême pour Le Vol du corbeau.
- 2010 : Prix Grand Boum de la ville de Blois au festival bd BOUM pour l'ensemble de son œuvre[4].

### Décoration
- Chevalier des arts et des lettres, 2014[5]

#### Interviews
- Jean-Pierre Gibrat (int. par Philippe Morin), « Gibrat ou le Romantique absolu », PLG, no 34,‎ hiver 1998, p. 43-53.
- Jean-Pierre Gibrat (int. par Daniel Couvreur), « Bande dessinée - Le nouveau Gibrat dans « Le Soir » - Portraits de l'Occupation : entretien », Le Soir,‎ 24 janvier 2005.
- Jean-Pierre Gibrat (int. par Laurence Le Saux), « Jean-Pierre Gibrat, scénariste du social », BoDoï, no 120,‎ juillet-août 2008, p. 8-10.
- Jean-Pierre Gibrat (int. par Nicolas Anspach), « Gibrat : « On peut prendre position en décrivant des personnages ! » », sur Actua BD, 13 octobre 2008.
- Jean-Pierre Gibrat (int. par la Rédaction), « L'été sensuel de Jean-Pierre Gibrat », Le Soir,‎ 25 juillet 2012.
- Jean-Pierre Gibrat (interviewé) et Frédéric Bosser, « L'abécédaire Jean-Pierre Gibrat », dBD, no 27,‎ octobre 2008, p. 34-52.